# Gällivare sameby
Gällivare sameby eller Gällivare skogssameby eller Váhtjera vuovddetjärro (lulesamisk) är Gällivare kommuns enda skogssameby. Den finns i Gällivare samt Hakkas församlingar, Lappland, Norrbottens län.
Gällivare sameby har sitt område i huvudsak sydost om Gällivare ner till lappmarksgränsen mot Norrbotten och Ängeså koncessionssameby. Europaväg 10 avgränsar samebyns område i nordost. I väster gränsar byn på en sträcka längs Stora Luleälv mot Sierri skogssameby i Jokkmokks kommun. I nordväst möter byns område Sörkaitums fjällsameby.
Att byn är en skogssameby innebär att renarna är i skogslandet hela året.
Åretruntmarkerna ligger ovanför lappmarksgränsen och vinterbetesmarkerna nedanför.

## Området
I söder "från lappmarksgränsen västerut längs sockengränsen mellan Jokkmokks och Gällivare socknar till den punkt där denna gräns skär Merkkipetäjänoja, därifrån en rät linje till forsen Kirkerimknoika vid Messaure och därifrån uppför Stora Luleälv till Muddusjokks inflöde däri".

I väster "från Muddusjokks inflöde i Stora Luleälv uppför Muddusjokk till Muddusjaure, vidare uppför samma vattendrag till Stuor Muddus, därifrån en rät linje till västra änden av Råneträsk (Radnejaure), därifrån en rät linje över Unna Kuolpajaure till Harrträsk och järnvägen (Malmbanan) samt längs den till Gellivare".

I norr "från Gellivare längs landsvägen (nuvarande E10) förbi Leipojärvi och Hakkas till Överkalix sockengräns".

I öster "sträcker sig samebyn så långt som samerna enligt sedvanerätt plägat utsträcka sina flyttningar".
Längden är ovanför lappmarksgränsen är cirka 100 kilometer. Största bredd är cirka 57 kilometer. Arealen var (1968) 4735 km².
Inom Gällivare samebys område finns sex så kallade sitor (bygrupper) utan sinsemellan fixerade gränser, nämligen Purnu, Ratukkavaara, Skaiti, Flakaberg, Vuottas samt Muddus.

## Historia
Skogssamerna i Lappland är en ursprungsbefolkning. Befolkningen inom Gällivare sameby tillhör språkhistoriskt den lulesamiska språkgruppen.
År 1889 trädde 1886 års renbeteslag i kraft. Lagen innebar att det administrativa begreppet sameby (lappby), infördes i svensk lag, vilket i huvudsak innebar att nyttjanderätten till mark i fjällområdet blev gemensam (kollektiv). Därmed uppstod en administrativ skillnad mellan renägande och icke-renägande samer, vilken kommit att innebära många problem samt splittring som inte har någon historisk relevans. Samebyar har funnits sedan urminnes tider, men med en helt annan innebörd än den nuvarande.
Ernst Manker anger en del Äldre förhållanden;

Kring Nattavaara har tidigare funnits en grupp renskötare, vars ättlingar även under senare tid deltagit i renskötseln. Även i Mörtberg har det tidigare funnits en grupp renskötare, de så kallade Mörtbergarna. De har upphört med renskötsel omkring år 1900. Efter dem finns bland annat rester av ett viste med näverkåta och timmerhage öster om Svartberget nära Råneälven.
Inom Gällivare sameby fanns (1968) gamla samiska släktnamn som Buona, Hatta, Kemi (från Vittangi 1928), Skano, Slumpi samt Suorra.

## Kultplatser
Kultplatser finns vid Saivo, Akkavare, Atjekåive, Akkarova, Saittivuoma, Vuoskemjaure, Unna Saiva samt Storspiken.

## Platser inom Gällivare skogssameby (Mankers ordning)

### Purnugruppen
| - Purnu - Lainiojoki - Vuomajärvi - Artuvaara - Joukkasvaara - Kissalaki | - Naolarova - Kieddiape - Aksiovuoma - Murtuvaara - Murtuvuoma - Nattavaara | - Njallatsvare - Kåbbånape - Siekajaur - Sieka - Tabmokjärvi - Amasvuoma under Nilivaara | - Torrivaara - Koiravaara - Åddasanape - Hongamyren - Njallaape - Njallaskaite | - Vuottarautio - Muorkevare - Koppotsvaara - Hendriksdal |

### Raatukkagruppen
| - Raatukkavaara - Kaartirova - Snarttalijärvi - Snuksajärvi under Såkeåive | - Saijenjärvi - Råvåive - Såkeape - Akajärvi |

### Skaitigruppen
| - Bönträsket - Potjärn - Låberget |

### Vuottasgruppen
| - Vuottasjaur - Bänkheden - Lidnok - Pålkem (Vitträsk) | - Vuolasape - Amasjaur - Mårdsel |

### Flakaberggruppen
| - Flakaberg - Flakabergsmyren - Njallats | - Rauorak - Orjekvaara - Suppatsjaur |

### Muddusgruppen
| - Kuobmojaur - Kildejaur - Lirfik - Stenbäcken | - Ratnilompolo - Paijeluobbal - Nuort Skeldoåive |

### Järnvägsstationer vidMalmbanan
- Koskivaara
- Nattavaara
- Kilvo
- Nuortikon
- Ripats
- Harrträsk
- Gällivare

### Sjöar
- Stuor-Muddus
- Muddusjaure
- Råneträsket (Radnejaure)
- Rutnajaure
- Attjekjaure
- Njaulejärvi
- Bönträsket
- Stuor Saivets
- Leiposjön